# Marry You
Marry You – czwarty singel amerykańskiego piosenkarza Bruno Marsa, pochodzący z jego pierwszego albumu studyjnego Doo-Wops & Hooligans. Został wydany 22 kwietnia 2011 roku, przez Atlantic i Elektra.